# Голеш (връх)
Вижте пояснителната страница за други значения на Голеш.
Голеш (1156,5 m н.в.) е най-високият връх в Гребен планина на българска територия. Намира се до с. Врабча, което е и най-удобният изходен пункт за неговото изкачване. Склоновете под върха са обрасли с трънка, шипка, келяв габър, обикновена хвойна и др. От върха се откриват красиви панорамни гледки към планините Руй, Чепън, Витоша, Рила и Пирин. Вижда се и природната забележителност Ждрелото на река Ерма – скалите „Радул и Рада“, околните села, гр. Драгоман и др. От раннопролетните растения в района са установени обикновено кокиче, пролетен минзухар, кукуряк, от птиците – гарван, син синигер, домашно врабче, а от влечугите – късокрак гущер.